# William Joseph Mullan
William Joseph Mullan est un ancien arbitre écossais de football. Il a été arbitre international dès 1962 jusqu'à la fin des années 1970. 

## Carrière
Il a officié dans des compétitions majeures : 
- Coupe intercontinentale 1971 (finale retour)
- Euro 1972 (1 match)
- JO 1972 (2 matchs)